# Andreas Locher
Andreas Locher (* 17. September 1857 in Ingstetten; † 19. August 1927 in Spaichingen) war ein württembergischer Oberamtmann und Regierungsrat.

## Leben
Locher war ein Sohn des Bauern, Adlerwirts und Gemeinderats Franz Xaver Locher (Bremelau 1823‒Justingen 1881) aus seiner 2. Ehe mit Eleonora Bucher, Tochter des Adlerwirts in Rißtissen (geb. Rißtissen  1823, † unbekannt) in Ingstetten. Die Adlerwirtschaft war eine große Hofanlage und stand direkt nördlich der Gemeindehüle am Dorfplatz. 
Nach dem Abitur in Ehingen studierte er von 1877 bis 1879 katholische Theologie und anschließend bis 1882 Kameralwissenschaft an der Eberhard Karls Universität Tübingen. Ab 1879 war er Mitglied der katholischen Studentenverbindung AV Guestfalia Tübingen. 1882 legte er die erste und 1883 die zweite höhere Dienstprüfung ab. Von 1883 bis 1888 war er stellvertretender Amtmann an den Oberämtern Balingen, Ravensburg, Oberndorf, Tuttlingen, Ellwangen, Tettnang und Wangen. Anschließend war bis 1895 Amtmann beim Oberamt Künzelsau. 1895 wurde Hilfsarbeiter im Sekretariat 1896 Sekretär in der Ministerialabteilung für Straßen- und Wasserbau. Von 1900 bis zum Eintritt in den Ruhestand 1924 war Oberamtmann des Oberamts Spaichingen. Ab 1910 war er Regierungsrat.

## Auszeichnungen
- Wilhelmskreuz